# The Stranger Beside Me
The Stranger Beside Me is een televisiefilm uit 1995 onder regie van Sandor Stern.
De film gaat over Jennifer, een jonge vrouw die onlangs getrouwd is met Chris. Als de buurt wordt geteisterd door een serieverkrachter, begint ze al snel haar man te verdenken van de verkrachtingen.

## Cast
| Acteur              | Personage              |
| ------------------- | ---------------------- |
| Tiffani Thiessen    | Jennifer Gallagher     |
| Eric Close          | Chris Gallagher        |
| Lorrie Morgan       | Nancy Halloran         |
| Steven Eckholdt     | Detective Bill Rounder |
| Casey Sander        | Officier Kurtz         |
| Alyson Hannigan     | Dana                   |
| Patrick Labyorteaux | Politie-officier Lane  |
| Gerald McRaney      | Dave Morgan            |